# Coeloglossum
Genre
Coeloglossum est un genre d'orchidées terrestres d'Eurasie et d'Amérique du Nord.
Ce genre ne comptait qu'une seule espèce : l'orchis grenouille, Coeloglossum viride.
Actuellement le genre Coeloglossum est intégré au genre Dactylorhiza.